# 미야기정
미야기정(宮崎町)은 미야기현 미야기군 서부에 위치했던 정이다. 
1955년(쇼와 30년)에 히로세촌과 오사와촌이 합병하여 미야기촌이 성립하였고, 1963년에 정으로 승격 되었다. 정 이름은 군의 이름을 딴 것이다. 1987년 센다이시에 편입되었다. 현재는 아오바구의 일부가 되어 자치체는 소멸하였다.

## 지리
미야기 현 중부, 미야기 군 서부, 히로세 강의 상·중류 지역, 센다이 시의 서쪽 옆에 위치했었다. 정역은 대부분 산림으로 이루어져 있었다.

## 역사
미야기촌의 성립은 정촌합병촉진법에 근거해 미야기 현이 제안한 안에 따른다. 1955년 2월 1일 히로세 강의 남쪽에 있는 히로세 촌과 북쪽에 있는 오사와 촌이 합병해 미야기 촌이 되었다. 마을의 이름은 군의 이름을 딴 것으로, 그 이전에 미야기촌이 군내의 다른 지역을 두고 미야기라고 불린 것이나, 군의 중심지가 미야기무라에 놓여진 적은 없었다.4월 1일에 나토리군 아키호무라로부터 신카와강 유역의 신카와와 오쿠신가와를 양도받았다.신천천은 히로세 강의 지류이므로 이로 인해 히로세 강 상·중류역이 거의 하나의 마을로 정리되었는데, 아키호 촌에 속하는 곳도 일부 있었다.동사무소는 처음 오사와 동사무소를 이용했지만 이듬해 5월 3일 가미아이코의 헤비다이하라에 있는 신축 건물로 옮겼다.
1963년에 정제를 시행해 미야기정이 되었다. 센잔선 연선의 센다이시 교외로서 미야기정의 인구는 급속히 증가한다. 1969년에는 사쿠나미 지구에 닛카우이스키 센다이 공장이 완성, 마을의 산업의 기둥이 된다.그 때에 닛카인 타케츠루 마사타카의 요청에 따라 미야기쵸는 새롭게 「닛카」라는 지명을 붙였다.
사무량이 늘어 기존 동사무소가 비좁아지자 1979년 5월 28일 신축 건물로 옮겼다.
1975년 11월 3일 마을의 나무에 매화, 마을의 꽃에 왕골퍼짐이, 마을의 기타 생물로 청개구리가 선정됐다.
1987년 11월 1일에 합병추진파와 반대파의 격렬한 대립 속에서 센다이 시와의 합병이 실시되었다. 이것은 정령 지정 도시를 목표로 하는 센다이시가 주변 시정촌에 작용해 진행시킨 합병의 일환으로, 미야기정 의회는 6월 15일에, 일본 공산당의 의원을 제외한 다수로 합병할 것을 결의했다.
이때 합병 반대파는 주민투표를 청원했으나 의회에 각하됐다.이어 의회의 소환을 요구하는 6896명의 서명(필요한 서명은 유권자의 3분의 1 수준인 6570명)을 7월 29일 제출했으나 선거관리위원회는 전입 후 기간이 짧은 읍민의 서명 등 무효가 411명분이어서 78명 부족하다고 판정했다.다시 9월 18일에 7309명분을 다시 제출해 필요수 6667명에 대해 7103명분의 서명이 인정되었다.합당추진파 의원들은 이 서명에 이의를 제기해 지연을 도모하다 11월 1일 합당 통과로 빠져나갔다.마을 의회가 소멸했기 때문에 리콜은 헛수고로 끝나, 미야기쵸의 의원은 그대로 센다이시의 의원이 되었다.
센다이시에 합병된 후 1989년에 센다이시가 정령 지정 도시로 이행하면서 구 미야기마치 지역은 아오바구의 일부가 되었다.아오바구 면적의 86%를 차지할 정도로 광대한 면적을 가진 구 미야기마치 지역은 구 미야기마치사무소 건물을 이어받은 아오바구청 미야기종합지소가 관할하고 있다.정령 지정도시 이행 후에는 급격한 택지개발이 진행되면서 구 미야기정 지역에 사는 인구는 현저한 증가세를 보이고 있다. 이 때문에 아오바 구로부터의 분구가 자주 거론되지만, 2015년 현재 실현되지 않고 있다.

## 교통
- 철도
  - 동일본 여객철도 센잔선

일반도로
  - 국도 48호

고속도로
  - 도호쿠 자동차도 센다이 미야기 IC